# Monatura

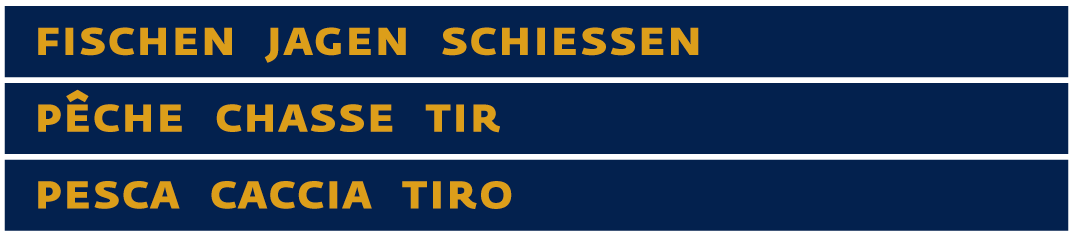
Logo der Fischen Jagen Schiessen

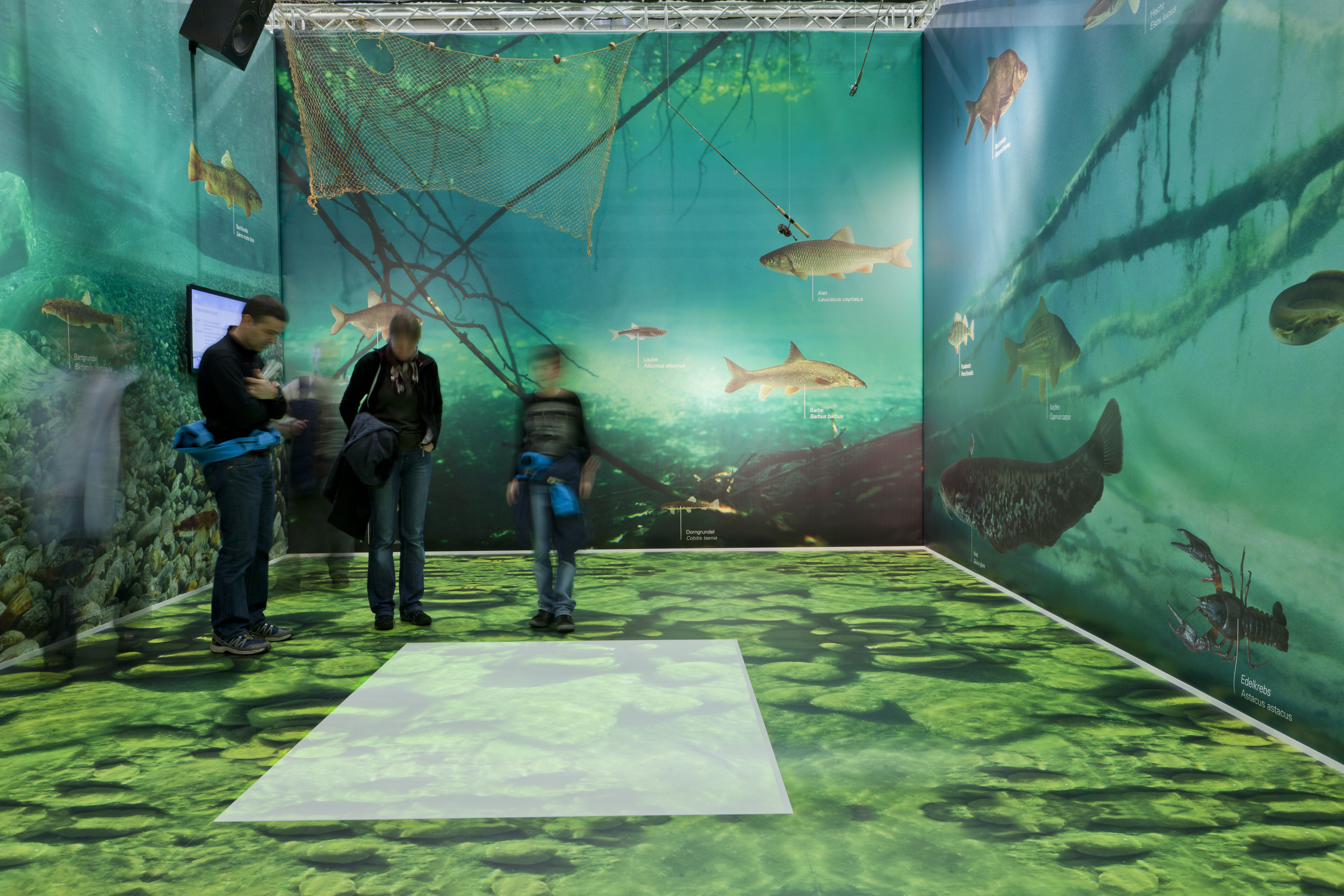
Unterwasser-Raum im Pavillon des Gastkantons Aargau

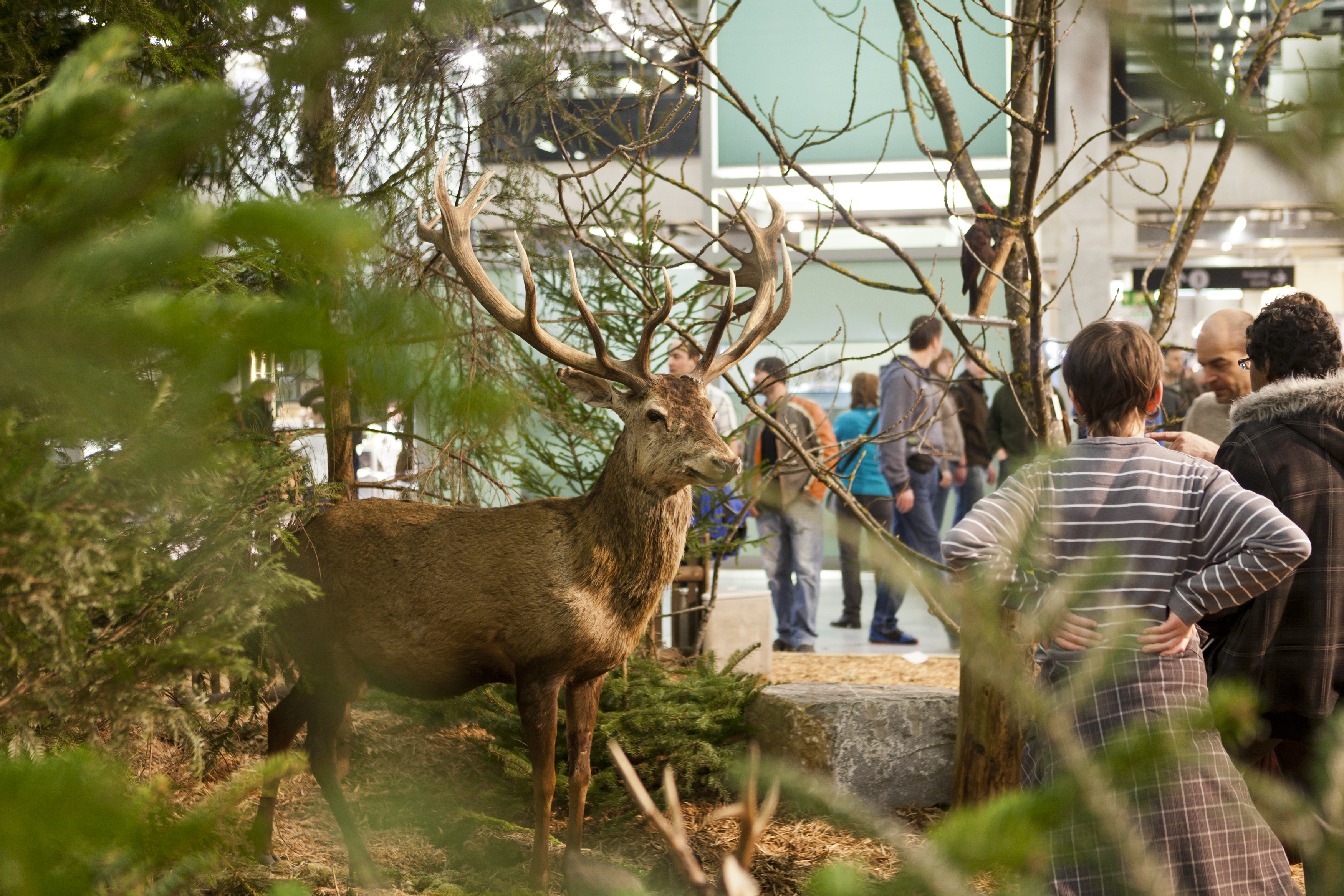
Naturlandschaft an der Fischen Jagen Schiessen 2012

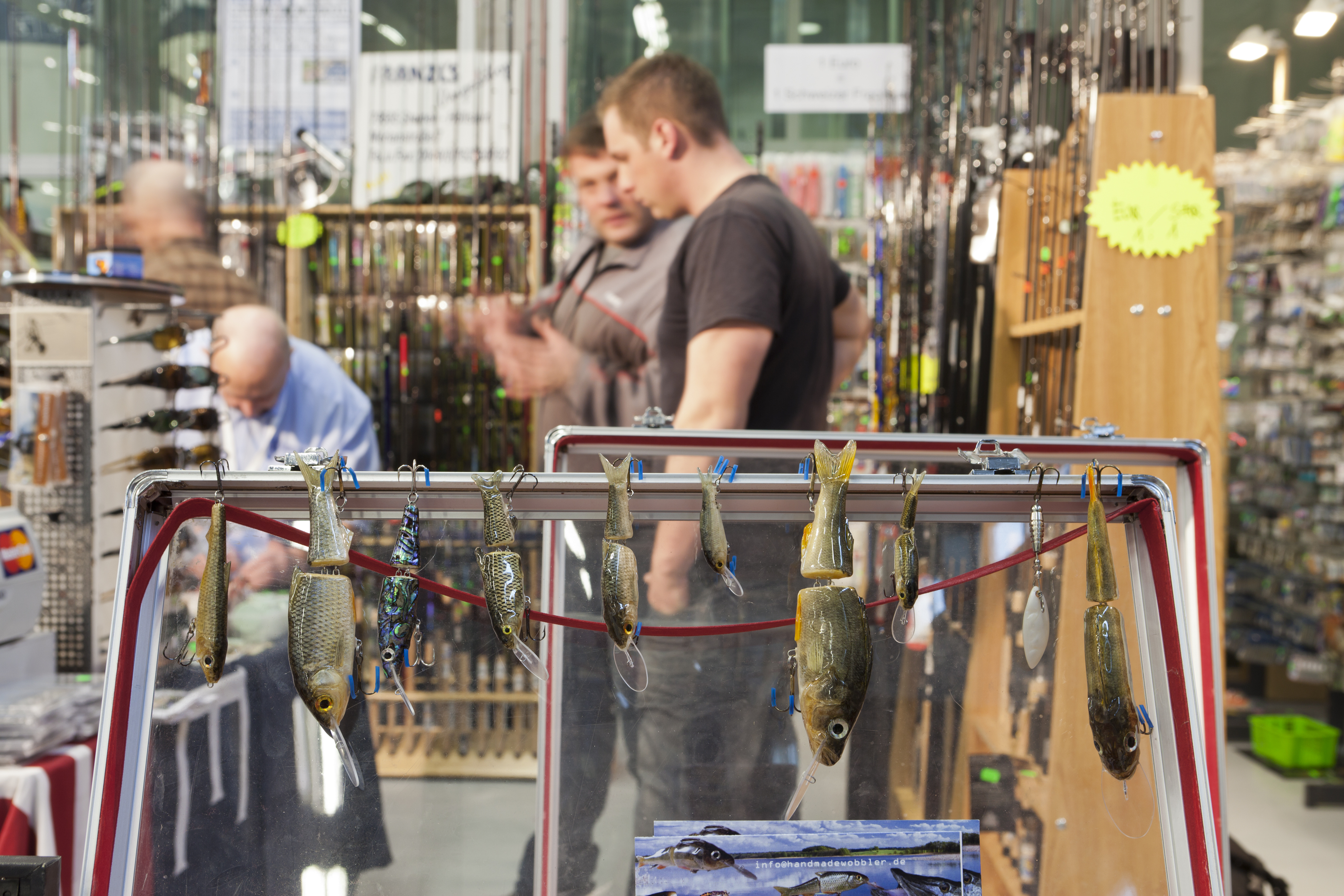
Verkaufsstand in der Fischerei-Halle

Die Monatura (vorher: Fischen Jagen Schiessen) ist eine internationale Publikumsfachmesse für Fischer, Jäger, Schützen und Naturfreunde, welche alle zwei Jahre in Bern stattfindet. Veranstalter der Monatura ist die Bernexpo AG.

## Entstehung und Konzept
Im Jahre 1974 beschloss die Bevölkerung des Kantons Genf mit einem Referendum ein allgemeines Verbot der Milizjagd. In der Folge wurden auch in anderen Schweizer Kantonen Stimmen laut, welche die Jagd verbieten wollten. In diesem für Jagende und Jagd ungünstigen Klima wurde der Drang, die Jagd und auch das Fischen objektiv darzustellen und das Image von Fischenden und Jagenden zu verbessern, immer grösser. Unter der Leitung der damaligen BEA bern expo AG (heute Bernexpo AG) taten sich Jagd- und Fischereiverbände zusammen und dachten über eine Messe als Interessenplattform nach. Später wurden auch die Schützen eingebunden, da zum einen viele Fischer und Jäger auch zugleich aktive Schützen sind, und zum anderen der Schiesssport in der Schweiz von verschiedenen Seiten angegriffen wurde.
1996 wurde die erste Fischen Jagen Schiessen durchgeführt. Bis 1998 fand die Messe jährlich, ab dem Jahr 2000 zweijährlich statt. 2018 wurde die Fischen Jagen Schiessen zum 13. Mal durchgeführt. In der Ausstellung wird konsequent die Gesamtheit der Natur gezeigt, in welcher Fischer und Jäger einen wichtigen Bestandteil der Landschafts- und Naturpflege darstellen.
Vom 23. bis 26. März 2023 fand die Messe zum ersten Mal unter dem neuen Namen Monatura statt und verzeichnete rund 14'000 Besuchende.

## Ausstellungsbereiche
| - Fischereiartikel, Angelgeräte, Zubehör - Jagdgeräte, Waffen, Munition, Optik, Zubehör - Schiesssportartikel, Waffen, Munition, Zubehör - Transportmittel, Offroad-Fahrzeuge - Outdoor, Ausrüstung, Freizeitsport - Bekleidung, Lederwaren, Schuhe - Messer, Werkzeuge | - Präparate, Jagdtrophäen - Medaillen, Abzeichen, Zinnwaren - Fischerboote, Boote - Kulinarische Angebote, Genussartikel, Wein - Jagd- und Fischereireisen - Hundesportartikel, Zubehör - Fachliteratur, Bücher | - Verbände, Vereine, Organisationen - Dienstleistungen - Haus- und Kleintierhaltung, Tiernahrung und -pflege - Garten, Pflanzen, Biotope - Aquarien, Terrarien |